# Lo splendore della verità
Lo splendore della verità è uno speciale del Tg1 del 2018 diretto da Alessandra Riccardi Infascelli, basato sul rapporto tra arte e religione che ha segnato il papato di Papa Paolo VI.
La biografia e il pensiero del pontefice si intrecciano con il corpo di opere d’arte custodite nella Collezione Paolo VI, con sequenze storiche provenienti dall’archivio audiovisivo di Rai Teche e con le testimonianze del critico d’arte Achille Bonito Oliva, dello storico Agostino Giovagnoli e del direttore della Collezione Paolo VI - arte contemporanea. Il documentario è andato in onda in prima visione tv su Rai 1, il 14 ottobre 2018, nel giorno in cui Paolo VI è stato proclamato Santo.